# Adinazolam
L'adinazolam è un composto chimico di formula C19H18ClN5 che in condizioni normali si presenta in forma solida.

## Storia
È stato sintetizzato dal Dr. Jackson B. Hester, che lo inventò mentre stava cercando di migliorare le proprietà antidepressive dell'alprazolam, ma non è mai stato approvato dalla FDA per uso clinico.

## Struttura e caratteristiche fisiche
Si tratta di una triazolo[4,3-a][1,4]benzodiazepina con un gruppo dimetilaminometilico in posizione 1, un gruppo fenilico in posizione 6 e un sostituente Cl in posizione 8. Il composto presenta le seguenti caratteristiche:
- 4 accettori di legami a idrogeno
- 3 legami ruotabili
- massa monoisotopica = 351,1250733 g/mol
- superficie polare = 46.3 Å²
- 25 atomi pesanti

## Reattività e caratteristiche chimiche
L'indice diritenzione di Kovats standard apolare è pari a 3.060.

### Spettri analitici
Sono disponibili i seguenti spettri analitici del composto:
- spettro GC-MS: cinque picchi a 308, 310, 309, 307 e 311 m/z[6]
- spettro FTIR: tre picchi principali a 1490, 1450 e 1530 cm−1[7]
- spettro ATR-IR: picco principale tra 690 e 700 cm−1[8]
- spettro Raman: picco principale a 175 cm−1[9]

## Farmacologia e tossicologia

### Farmacocinetica
Il farmaco viene metabolizzato principalmente a livello epatico e i suoi metaboliti principali sono l'N-desmetiladinazolam, l'α-idrossialprazolam e l'estazolam. Ha un'emivita pari a circa 3 ore.

### Farmacodinamica
L'adinazolam si lega con alta affinità al complesso recettoriale delle benzodiazepine GABA. Prove considerevoli suggeriscono che le azioni farmacologiche/terapeutiche centrali di alprazolam sono mediate tramite l'interazione con questo complesso recettoriale.

### Effetti del composto e usi clinici
Il farmaco possiede proprietà ansiolitiche, anticonvulsivanti, sedative e antidepressive e viene utilizzato per il trattamento dell'ansia e dello stato epilettico, per indurre la sedazione e l'amnesia anterograda.

### Controndicazioni ed effetti collaterali
Tra gli effetti collateriali dell'adinazolam sono inclusi debolezza muscolare, atassia, disartria e in particolare nei bambini eccitazione paradossale, così come riflessi ridotti; confusione e coma possono verificarsi nei casi più gravi.